# Pere Martí Anguera
Pere Martí Anguera (Reus, 1842 - en lloc desconegut a finals del segle XIX) va ser un mariner que es va destacar a la batalla del Callao el 1866.
Fill d'un teixidor reusenc, s'enrolà a l'Armada de ben jove i va ser destinat a la fragata de vapor Blanca o Reina Blanca, amb la que va participar en la Guerra hispanosudamericana que es va iniciar el 1864 amb l'ocupació de les illes Xinxa, peruanes, per part de l'armada espanyola. Sota el comandament de Juan Bautista Topete, la fragata Blanca va tenir un paper essencial primer a la Batalla d'Abtao, després al bombardeig de Valparaíso i finalment a la Batalla del Callao. Pere Martí, caporal d'artilleria, va ser felicitat per l'ajuntament de Reus, presidit per l'alcalde Josep Maria Pàmies just abans d'acabar el seu mandat, per la seva decidida actuació i les mostres de valor durant la Batalla del Callao, i se li va enviar un diploma commemoratiu.
Entre maig i juny de 1874, Pere Martí, encara enrolat a la fragata Blanca va participar en les operacions contra els carlins a la Tercera Guerra Carlina, bombardejant els ports de Santurtzi, Algorta, San Pedro Abanto, Areeta, Portugalete, i altres, que estaven en poder dels carlins. A finals de 1884 la fragata Blanca va ser destinada a Vaixell escola i els mariners repartits a altres naus. Aquí es perd la pista de Pere Martí Anguera.